# Джиллетт, Джим
Джеймс «Джим» Джиллетт (англ. Jim Gillette; род. 10 ноября 1967) — американский певец, музыкант, больше всего известен как фронтмен глэм-метал группы Nitro. Бывший вокалист группы Tuff (1986—1987).
В 2009 году Джим появился в качестве бэк-вокалиста и продюсера нового альбома Литы Форд — «Wicked Wonderland». Джим Джиллетт — уникальный американский вокалист с голосом, заставляющим дребезжать стёкла, а стаканы лопаться. Муж Литы Форд (в настоящее время пара находится в состоянии развода). Известен также своей неординарной внешностью, которая со временем и сменой имиджа изменилась до неузнаваемости. Успел поиграть в разных коллективах, но более всего известен как вокалист группы Nitro. А именно с его сольного проекта началась история этой славной группы, являющей собой комбинацию шреда, глэма, хэви, скорости и пронизывающего вокала Джима. В записи сольного альбома Джима Pround To Be Lound приняли участие довольно интересные личности. И если имена барабанщика Винни Саинт Джеймса и клавишника Кевина Жачетта вряд ли вам скажут о многом, то вот басист группы и глэмер до глубины души Ти Джей Рейсер (англ. T. J. Racer) и, конечно, конструктор поистине уникальной четырёхгрифной гитары, обладающей удивительной техникой игры одновременно на двух грифах гитары, один из самых быстрых гитаристов мира Майкл Анджело Батио должен быть очень известен. Вот такой состав музыкантов и записал дебютный альбом. Вскоре Рейсер, Джиллетт и Батио, пригласив ещё защитника прав животных, барабанщика Бобби Рока (англ. Bobby Rock), образовали группу Nitro.

## Избранная дискография

### с группой Slut
- 1986: демо (ЕР)

1. «Car Sex» — 1:57
2. «Back to the City» — 2:17
3. «Dolls of Lust» — 2:22
4. «Don’t Touch My Hat» — 4:13
5. «Dr. Monster» — 2:23
6. «He’s a Whore» — 2:40
7. «Lipstick Lover» — 2:29
8. «Perversion for a Price» — 2:14

### с Tuff
- 1986: Knock Yourself Out (EP)

1. «Candy Coated» — 2:45
2. «Dressed for Dancing» — 2:41
3. «Forever Yours» — 2:28
4. «Glamour Girls» — 3:38

- 1986: J’lamour Demo (EP)

1. «Bang Bang» — 2:52
2. «Candy Coated» — 2:45
3. «Dressed for Dancing» — 2:41
4. «Forever Yours» — 2:28
5. «Glamour Girls» — 3:38
6. «Ooh Aah» — 2:51

### Сольная карьера
- 1987: Proud to Be Loud

1. «When the Clock Strikes 12» — 4:31
2. «Head On» — 4:10
3. «Angel in White» — 4:29
4. «Flash of Lightning» — 5:00
5. «Proud to Be Loud» — 4:40
6. «Never Say Never» — 3:13
7. «Nitro (Guitar Solo)» — 1:31
8. «Red Hot Rocket Ride» — 3:55
9. «Make Me Crazy» — 2:41
10. «Show Down»4:02
11. «Mirror Mirror» — 5:33

### бонусные треки
1. «Bitch on My Back» — 2:54
2. «Organ Donor» — 3:35
3. «Out of Time» — 3:30
4. «Six Feet Deep» — 2:51
5. «Dr. Monster» — 2:22

### в группеNitro
- 1988: 1988 Demo Tape

1. «Freight Train» — 4:45
2. «Prisoner of Paradise» — 4:21
3. «Heaven’s Just a Heartbeat Away» — 3:59
4. «Nasty Reputation» — 4:36

- 1989: Long Way from Home Single Promo

1. «Long Way from Home LP» — 5:20
2. «Long Way from Home Single» — 3:52

- 1989: Freight Train Single Promo

1. «Freight Train Single» — 3:55

1. «Freight Train» — 3:56
2. «Double Trouble» — 3:59
3. «Machine Gunn Eddie» — 6:44
4. «Long Way from Home» — 5:27
5. «Bring It Down» — 3:10
6. «Nasty Reputation» — 4:44
7. «Fighting Mad» — 3:45
8. «Shot Heard 'Round the World» — 4:07
9. «O.F.R.» — 5:06

- 1991: Nitro II: H.W.D.W.S.

1. «I Want U» — 4:11
2. «Cat Scratch Fever» (Ted Nugent) — 3:36
3. «Crazy Love» — 3:42
4. «Hot, Wet, Drippin' with Sweat» — 3:28
5. «Boyz Will B Boyz» — 3:28
6. «Turnin' Me On» — 3:47
7. «Don’t Go» — 4:05
8. «Makin' Love» — 4:33
9. «Take Me» — 4:00
10. «Johnny Died on Christmas» — 3:47
11. «Hey Mike» — 0:53

- 1999: Gunnin' for Glory
- 2001: Carnivore Soundtrack

1. «Freight Train Demo» — 4:27

- 2003: Hollywood Hairspray Volume 2

1. «B.O.M.B. Also Called (Do You Wanna)» — 3:20

### Organ Donor
- 2001: The Ultra Violent

1. «Organ Donor» — 3:36
2. «Ultra Violent» — 5:55
3. «Bone Saw» — 3:36
4. «Six Feet Deep» — 2:57
5. «Breathless» — 4:02
6. «Hypnotized» — 4:30
7. «Guilty» — 4:24
8. «Bed Of Nails» — 4:08
9. «Last Rites» — 3:04
10. «My Fist» — 4:12

### Выпущены Клипы
1. «Freight Train (1989)» — 3:55
2. «Long Way From Home (1989)» — 5:20
3. «Cat Scratch Fever (1992)» — 3:36

### Неизданные Клипы
1. «Boyz Will Be Boyz (Supposed To Be Released 1993)» — 3:30